# Cnemolia bertrandi
Cnemolia bertrandi là một loài bọ cánh cứng trong họ Cerambycidae.